# Zuid-Osseetse presidentsverkiezingen 2017
In de beperkt erkende afscheidingsrepubliek Zuid-Ossetië van Georgië vonden op 9 april 2017 presidentsverkiezingen plaats. De strijd ging tussen zittend president Leonid Tibilov, parlementsvoorzitter en leider van Verenigd Ossetië Anatoli Bibilov en de partijloze KGB-officier Alan Gaglojev. Bibilov behaalde bijna 55% van de stemmen bij een geclaimde opkomst van 79,6% en werd daarmee de nieuwe president van de zelfverklaarde republiek. Tegelijkertijd werd een referendum gehouden om de naam van de Republiek van Zuid-Ossetië te veranderen naar Republiek van Zuid-Ossetië - Staat van Alanië, verwijzend naar het historische Alanië ten noorden van de Grote Kaukasus, dat door 80% werd gesteund.
Het grootste deel van de internationale gemeenschap, inclusief Georgië, beschouwt de verkiezingen als illegaal en erkent deze niet, in tegenstelling tot Rusland en bondgenoten die de onafhankelijkheid van Zuid-Ossetië en de verkiezingen erkennen.  

## Kandidaten
Op 15 maart 2017 maakte de verkiezingscommissie de definitieve kandidatenlijst bekend met drie namen: president Leonid Tibilov, parlementsvoorzitter Anatoli Bibilov en officier van de Zuid-Osseetse KGB Alan Gaglojev. Vier kandidaten trokken zich tijdens het registratieproces terug. Er werden drie kandidaten geweigerd, waarvan voormalig president Edoeard Kokojti (2001-2011) de opallendste was. Hij zou niet aan de vestigingsregels hebben voldaan. Een kandidaat moet in de tien jaar voorafgaand aan een verkiezing ten minste negen maanden per jaar in Zuid-Ossetië wonen, een regel die hij zelf invoerde als president. Kokojti probeerde tot het laatst via de rechtbank zijn gelijk te halen en toen dat niet meer kon hielden 300 supporters een niet verordoneerde protestactie. De twee andere kandidaten die werden geweigerd hadden te weinig geldige ondersteuningsverklaringen ingediend.
| Kandidaat       | Partij | Partij           | Functies                                                      |
| --------------- | ------ | ---------------- | ------------------------------------------------------------- |
| Leonid Tibilov  |        | Onafhankelijk    | President van Zuid-Ossetië (sinds 2012)                       |
| Anatoli Bibilov |        | Verenigd Ossetië | Voorzitter parlement (sinds 2014) en leider Verenigd Ossetië  |
| Alan Gaglojev   |        | Onafhankelijk    | Officer Zuid-Ossetische KGB, veteraan 2004 en 2008 conflicten |

## Resultaten
Parlementsvoorzitter Anatoli Bibilov won de verkiezingen in één ronde met 54,8% van de stemmen bij een geclaimde opkomst van 79,8%. Hij werd op 21 april 2017 geïnstalleerd als president en elf dagen later had Bibilov zijn eerste van vele ontmoetingen met Vladimir Poetin in zijn rol als leider van Zuid-Ossetië.
|                                                          | Anatoli Bibilov              | Verenigd Ossetië             | 17.736 | 54,8   |  |  |
|                                                          | Leonid Tibilov               | Onafhankelijk                | 10.909 | 33,7   |  |  |
|                                                          | Alan Gaglojev                | Onafhankelijk                | 3.291  | 10,2   |  |  |
| Tegen allen                                              | Tegen allen                  |                              | 429    | 1,3    |  |  |
| Totaal                                                   | Totaal                       | Totaal                       | 32.365 | 100,00 |  |  |
|                                                          |                              |                              |        |        |  |  |
| Geldige stemmen                                          | Geldige stemmen              | Geldige stemmen              | 32.365 |        |  |  |
| Ongeldige / verloren stemmen                             | Ongeldige / verloren stemmen | Ongeldige / verloren stemmen | 1.447  |        |  |  |
| Totale stemmen                                           | Totale stemmen               | Totale stemmen               | 33.812 |        |  |  |
| Kiesgerechtigden / opkomst                               | Kiesgerechtigden / opkomst   | Kiesgerechtigden / opkomst   | 42.459 | 79,63  |  |  |
| Bronnen definitieve uitslag: Civil Georgia en RES Agency |                              |                              |        |        |  |  |

## Waarnemers
Het grootste deel van de internationale gemeenschap, inclusief Georgië, bestempelt de verkiezingen in Zuid-Ossetië als illegaal. De internationale organisaties in Europa die verkiezingen waarnemen sturen geen missies, zoals het Bureau voor Democratische Instellingen en Mensenrechten (ODIHR) van de OVSE, de EU, de Parlementaire Vergadering van de Raad van Europa (PACE) en andere organisaties. De autoriteiten in Zuid-Ossetië rekruteren doorgaans in samenwerking met Rusland onofficiële waarnemers uit sympathiserende kringen. Op 9 april 2017 waren ruim 80 van dergelijke waarnemers aanwezig uit onder andere Rusland, Nagorno-Karabach, de Georgische afscheidingsregio Abchazië, de zelfverklaarde volksrepublieken Donetsk en Loegansk. Er was geen kritiek op de gang van zaken. De verkiezingen werden volgens de Zuid-Osseetse autoriteiten door 27 geaccrediteerde buitenlandse journalisten verslagen.

## Reacties
- Georgië - Premier Kvirikasjvili zei dat de verkiezingen "onwettig zijn en geen rechtsgevolg kunnen hebben". Hij voegde daar aan toe dat "Georgiërs en Osseten een thuisland delen" en dat hij gelooft dat de twee naties manieren zullen vinden om zich te herenigen en Georgië samen op te bouwen. Tbilisi veroordeelde de verkiezingen als illegaal en in strijd met het internationaal recht en de soevereiniteit en territoriale integriteit van Georgië.[4]
- Rusland - President Vladimir Poetin feliciteerde winnaar Bibilov op 11 mei 2017 met zijn verkiezing en sprak de verwachting uit dat Bibilov de "verdere versterking van de bilaterale betrekkingen op basis van de principes van het alliantie en strategisch partnerschap" zal bevorderen.[17]
- Oekraïne - In reactie op verkiezingen in Abchazië en Zuid-Ossetië "beschouwt Oekraïne dergelijke acties als de zoveelste demonstratie van Ruslands expansionistische beleid en als pogingen om het bezettingsregime te legitimeren, die van nul en generlei waarde zijn".[18]
- Europese Unie - De EU stelde in een verklaring op 8 april 2017 dat "het kader waarbinnen de zogenaamde presidentsverkiezingen en het referendum over de wijziging van de naam van de Georgische afscheidingsregio Zuid-Ossetië op 9 april plaatsvinden niet erkent. De Europese Unie bevestigt opnieuw haar inzet voor een vreedzame oplossing van het conflict in Georgië, onder meer door haar medevoorzitterschap van de internationale discussies van Genève en de EU-waarnemingsmissie".[19]
- Verenigde Staten - Het Amerikaanse State Department stelde in een verklaring op 7 april 2017 dat "de VS het besluit veroordelen om op 9 april een referendum te houden over de wijziging van de grondwettelijke naam van Zuid-Ossetië in de Republiek Zuid-Ossetië-Alania". Het stelde verder dat deze regio een integraal onderdeel van Georgië is en dat "de onwettige verkiezingen en referenda" worden gehouden op "Georgisch grondgebied zonder de toestemming van de regering van Georgië."[20] Eerder, in februari 2017, gaf het al aan dat "dergelijke provocerende acties het vertrouwen [in conflictresolutie] aantasten en ondermijnen de internationale discussies van Genève".[21]
- Verenigde Naties - De Verenigde Naties "betreurde" het referendum over de naamswijziging en herhaalde oproepen om "af te zien van elke eenzijdige actie die een negatieve invloed kan hebben op de regionale vrede en veiligheid en het werk van de Geneefde Discussies kan ondermijnen".[22]
- Azerbeidzjan - Erkent de verkiezingen niet en bendadrukte het belang van de inzet voor een vreedzame oplossing van de kwestie Zuid-Ossetië "in overeenstemming met de normen en beginselen van het internationaal recht".[23]
- Ook Estland, Finland, Litouwen, Polen en Japan gaven afwijzende verklaringen af.[23]